# Distrito electoral de Bellmont (Illinois)
Bellmont (en inglés: Bellmont Precinct) es un distrito electoral ubicado en el condado de Wabash en el estado estadounidense de Illinois. En el Censo de 2010 tenía una población de 702 habitantes y una densidad poblacional de 9,2 personas por km².

## Geografía
Bellmont se encuentra ubicado en las coordenadas 38°24′13″N 87°54′11″O / 38.40361, -87.90306. Según la Oficina del Censo de los Estados Unidos, Bellmont tiene una superficie total de 76.31 km², de la cual 76.3 km² corresponden a tierra firme y (0.02%) 0.01 km² es agua.

## Demografía
Según el censo de 2010, había 702 personas residiendo en Bellmont. La densidad de población era de 9,2 hab./km². De los 702 habitantes, Bellmont estaba compuesto por el 98.86% blancos, el 0.28% eran afroamericanos, el 0.14% eran amerindios, el 0.14% eran asiáticos, el 0% eran isleños del Pacífico, el 0% eran de otras razas y el 0.57% pertenecían a dos o más razas. Del total de la población el 0.28% eran hispanos o latinos de cualquier raza.